# Vanesse
Taxons concernés
- genre Vanessa
- certaines espèces des genres suivants :
  - Aglais
  - Nymphalis
  - Polygonia
  - Antanartiamodifier

Le terme vanesse est un nom vernaculaire ambigu qui désigne en français plusieurs espèces de papillons appartenant à la famille des Nymphalidae, à la sous-famille des Nymphalinae et à la tribu des Nymphalini.
« Vanesse » est en premier lieu la traduction française du nom de genre Vanessa, mais ce terme désigne également certaines espèces des genres voisins Aglais, Nymphalis, Polygonia et Antanartia. 
Les Vanesses sont en général de grands papillons aux couleurs rouges, fauves, brunes et/ou noires. 
Elles font partie des espèces de rhopalocères les mieux connues du grand public.
Certaines sont des espèces migratrices, comme la Vanesse des chardons, plus connue sous le nom de Belle-Dame.

## Liste d'espèces nommées «Vanesse»
- Petite vanesse – Aglais milberti
- Vanesse de l'obetie – Antanartia borbonica
- Vanesse de l'orme – Nymphalis polychloros
- Vanesse de l'ortie – Aglais urticae
- Vanesse des chardons – Vanessa cardui
- Vanesse des pariétaires – Polygonia egea
- Vanesse des perlières – Vanessa virginiensis
- Vanesse de Tyrrhénide – Aglais ichnusa
- Vanesse du céanothe – Nymphalis californica
- Vanesse du peuplier ou Grande vanesse – Nymphalis vaualbum
- Vanesse du saule – Nymphalis xanthomelas
- Vanesse gamma ou Vanesse C-blanc – Polygonia c-album

On englobe en général dans le groupe des vanesses d'autres espèces de ces genres, comme le Paon-du-jour (Aglais io) ou le Vulcain (Vanessa atalanta), bien que le terme n'intervienne pas explicitement dans leur nom vernaculaire.